# 宍粟市立神戸小学校
宍粟市立神戸小学校（しそうしりつ かんべしょうがっこう）は、兵庫県宍粟市にあった公立小学校。

## 概要
2005年に一宮町立神戸小学校から市町村の合併により名称を変更し、宍粟市立神戸小学校となった。2004年に創立110年を迎えた。
卒業生は原則的に宍粟市立一宮南中学校に進学した。
2018年3月31日を以って宍粟市立染河内小学校と合併し宍粟市立はりま一宮小学校となり、閉校。

## 沿革
- 1895年（明治28年） - 大成、神成両尋常小学校が合併し、神戸尋常小学校を設置
- 1896年（明治29年） - 宍粟郡第三高等小学校を併置
- 1903年（明治36年） - 神戸尋常高等小学校と改称
- 1941年（昭和16年） - 神戸国民学校と改称
- 1947年（昭和22年） - 神戸小学校と改称し、同時に神戸中学校を併置
- 1956年（昭和31年） - 町村合併により、一宮町立神戸小学校と改称
- 2005年（平成17年）4月1日 - 宍粟市発足により、宍粟市立神戸小学校と改称
- 2018年（平成30年）3月31日 - 宍粟市立染河内小学校との統廃合より廃校